# Environmental Priority System
Das Environmental Priority System (EPS) bezeichnet eine Methode zur Bewertung von Ökobilanzen, die erstmals von Bengt Steen (IVL – Swedish Environmental Research Institute) und Sven-Olof Ryding (Schwedischen Industrieverband) 1990 veröffentlicht wurde.
Es misst die Umweltauswirkungen, die von Systemen jeglicher Art erzeugt werden. Grundlegend ist dabei die Annahme von Schutzgütern, deren Wert durch die Gesellschaft bestimmt wird. Durch den so genannten Zahlungsbereitschafts-Ansatz können diese schwierig zu bewertenden Güter mit Hilfe von Marktpreisen monetär erfasst, und die Kosten einer nachhaltigen Nutzung von Energien und Ressourcen ausgedrückt werden.

## Sachinformationen
Das EPS-Modell stützt sich auf umfassende Emissionsbilanzen, aber auch auf weitgreifende Analysen von Umweltwirkungen. Ähnlich wie beim Eco-Indicator-95 werden bei der Anwendung des Modells in der Praxis vorberechnete Werte (z. B. verwendete Rohstoffe, die bei der Herstellung pro Kilogramm des zu untersuchenden Produktes benötigt werden) einbezogen.
Das EPS-Modell soll den Anspruch der Ganzheitlichkeit genügen, um eine möglichst vollständige und allumfassende Analyse der Umweltwirkungen zu gewährleisten. Daraus abgeleitet ist auch die mit einem Buchhaltungssystem vergleichbare Konzeption des Modelles. Ziel ist eine parallele Erfassung der monetären Werte einer Umweltqualität und deren Veränderung.

## Schutzgüter
Schutzgüter entsprechend dem EPS-Modell sind:
- menschliche Gesundheit bzw. umweltbedingte Gesundheitsschäden
- Biodiversität
- Produktionskapazität des Ökosystems
- Ressourcen
- ästhetische Werte (z. B. Kultur und Erholung)

## Vorgehen
Die Anwendung des EPS-Modells erfolgt in vier Schritten:
1. Auf Basis der oben genannten Schutzgüter wird der durch das Produkt verursachte Schaden in monetäre Einheiten umgerechnet
2. Ermittlung des Umweltbelastungswertes durch Bewertung der Einheitswerte mit Umweltbelastungspunkten.
3. Bewertung der errechneten Umweltbelastungspunkte durch Multiplikation mit einem Faktor, der die Reichweite der Wirkung des Schadens widerspiegelt
4. Abschätzung der Anteile einer Tätigkeit am Umweltbelastungswert.

Das Ergebnis stellt den finanziell bewertbaren Schaden des Produktes dar.

## Bewertungsmethode
Grundlage für die Bewertung bildet der „willingness to pay“-Ansatz, d. h. die Bereitschaft eines Individuums oder eines Staates, für ein oder mehrere der genannte Schutzgüter bzw. deren Erhaltung zu zahlen. Maßeinheit ist eine Environmental Load Unit ELU (pro kg oder einer vergleichbaren Einheit), die einen monetären Wert, ausgedrückt in der Währung ECU, haben. Grundgedanke ist, dass durch Aufwendung einer ECU eine Umweltveränderung in Höhe einer ELU verhindert oder aufgewogen werden kann.
Die EPS-Bewertungsmethode ordnet zunächst jeder Umweltveränderung einen Wert zu, um anschließend abzuschätzen, wie groß der Anteil einer Emissionen, Ressourcenentnahme o. ä. an der Veränderung der dadurch resultierenden Umweltveränderung ist. Den Schutzgütern werden dabei Einheitswerte, die aus der Erhebung empirischer Daten über die Zahlungsbereitschaft gewonnen wurden, zugeordnet.

## Anwendungsbereich und kritische Würdigung
Das EPS Model ist in erster Linie ein Produktbewertungssystem. Der Ansatz nicht monetär bewertbare Güter vergleichbar zu machen, bietet für einige Unternehmen die nötigen Ansatzpunkte, ihre Produkte bzw. deren Herstellung ökologisch nachhaltiger und ressourcenschonender zu gestalten. Des Weiteren bietet es Erweiterungspotenzial für die Integration zusätzlicher Aspekte (z. B. Schutzgüter, Bewertungseinheiten und -grundlage) und wurde beispielsweise von dem Automobilhersteller Volvo angewendet.
Aufgrund der teilweise komplexen Herleitung der Umweltbelastungsindizes, der schwer zu definierenden und von individuellen Präferenzen geprägten Gewichtung der Faktoren sowie der Vielzahl an Daten, bietet dieses Modell Raum für subjektive Empfindungen. Dadurch ist die Transparenz des EPS-Modells teilweise eingeschränkt.